# Liste de peintres roumains
 (juillet 2021).
Si vous disposez d'ouvrages ou d'articles de référence ou si vous connaissez des sites web de qualité traitant du thème abordé ici, merci de compléter l'article en donnant les références utiles à sa vérifiabilité et en les liant à la section « Notes et références ».
 (juillet 2021).
Cet article présente une liste de peintres roumains.
- Haut – A
- B
- C
- D
- E
- F
- G
- H
- I
- J
- K
- L
- M
- N
- O
- P
- Q
- R
- S
- T
- U
- V
- W
- X
- Y
- Z

## A
- Petre Abrudan
- Petre Achițenie
- Paul Ackerman
- Nutzi Acontz
- Virgil Almășanu
- Călin Alupi
- Theodor Aman
- Ion Andreescu
- Ion Valentin Anestin (en)
- Gheorghe I. Anghel (ro)
- Octavian Angheluță (ro)
- Max W. Arnold (ro)
- Constantin Artachino
- Ovidiu Avram

## B
- Corneliu Baba
- Liviu Cornel Babeș (en)
- Constantin Baciu (ro)
- Apcar Baltazar
- Aurel Băeșu (en)
- Sabin Bălașa
- Octav Băncilă
- Ignat Bednarik (en)
- Horia Bernea
- Catul Bogdan
- Victor Brauner
- Traian Brădean (ro)
- Geta Brătescu
- Marius Bunescu

## C
- Henri Catargi
- Liviu Călinescu
- Ilie Cămărășan
- Ștefan Câlția
- Vasile Celmare
- Marcel Chirnoagă
- Marius Cilievici
- Dan Cioca
- Florin Ciubotaru
- Alexandru Ciucurencu
- Aurel Ciupe
- Pavel Codiță
- Nicolae Comănescu
- Lena Constante
- Nicolae Constantin
- Ion Brăduț Covaliu
- Cecilia Cuțescu-Storck

## D
- Dan Dănilă
- Nicolae Dărăscu
- Mihai Dăscălescu
- George Demetrescu-Mirea
- Ștefan Dimitrescu
- Constantin Dipșe
- Felicia Donceanu
- Eugen Drăguțescu
- Natalia Dumitresco
- Ion Dumitriu
- Mircea Dumitrescu
- Zamfir Dumitrescu

## E
- Micaela Eleutheriade
- Catherine Elian
- Simona Ertan

## G
- Arthur Garguromin-Verona
- Niculaï Florin Georgescu
- Elena Greculesi
- Silvia Ghenea
- Ion Gheorghiu
- Val Gheorghiu
- Marin Gherasim
- Paul Gherasim
- Dumitru Ghiață
- Vasile Grigore
- Lucian Grigorescu
- Nicolae Grigorescu
- Octav Grigorescu
- Dante Grechi
- Constantin Găvenea
- Dimitrie Gavrilean
- M. H. Georgescu
- Vasile Grigore

- Ștefan Găvenea
- Luminița Gliga
- Gheorghe Glauber

## H
- Dan Hatmanu
- Dimitrie Hârlescu
- Sava Henția
- Vasile Hutopilă

## I
- Marcel Iancu, voir Marcel Janko
- Sorin Iftode
- Sorin Ilfoveanu
- Sorin Ionescu
- Petre Iorgulescu-Yor
- Barbu Iscovescu
- Iosif Iser
- Isidore Isou
- Alexandre Istrati
- Ana Iliuț

## J
- Aurel Jiquidi
- Stefan Jäger
- Marcel Janco

## K
- Iosif Kleber

## L
- Myra Landau
- Liviu Lăzărescu
- Constantin Lecca
- Constantin Lucaci
- Ștefan Luchian
- Mihail Lapaty
- Iacob Lazăr
- Kimon Loghi

## M
- Ligia Macovei
- Rodica Maniu
- Constanțiu Mara
- Tasso Marchini
- Alexandru Marin
- Hans Mattis-Teutsch
- Henri Mavrodin
- Max Hermann Maxy
- Viorel Mărginean
- Andrei Medinski
- Corneliu Michăilescu
- Fred Micoș
- Paul Miracovici
- Ioan Mirea
- Florin Mitroi
- Demetrescu George Mirea
- Alexandru Mohi
- Ion Musceleanu
- Pârvu Mutu
- Samuel Mützner

## N
- Albert Nagy
- Gheorghe Naum
- Gheorghe Năpăruș
- Gheorghe Nastaseanu
- Paul Neagu
- Alexandra Nechita
- Mihai Nechita
- Aurel Nedel
- Ion Negulici
- Florin Niculiu
- Ion Nicodim
- Romeo Niram

## O
- Marcel Olinescu
- Iulian Olariu
- Cristian Olteanu
- Ioan Oratie
- Silviu Oravitzan

## P
- Ion Pacea
- Theodor Pallady
- Gheorghe Panaiteanu Bardasare
- Lili Pancu
- Mihail George Paul
- Christian Paraschiv
- Neculai Păduraru
- Ștefan Pelmuș
- Jules Perahim
- Costache Petrescu
- Nicolae Petrescu-Găină
- Gheorghe Petrașcu
- Gheorghe Pătrașcu
- Alexandru Phoebus
- Constantin Piliuță
- Vasile Pintea
- Nicolae Polcovnicul
- Eugen Popa
- Gabriel Popa
- Elena Popea
- Grigore Popescu
- Ion Popescu-Negreni
- Ștefan Popescu
- Vasile Popescu
- Aurel Popp (ro)
- Mișu Popp
- Sabin Popp

## R
- Magdalena Rădulescu
- Stefan Ramniceanu
- Constantin Daniel Rosenthal
- Reuven Rubin
- Camil Ressu
- Dana Roman
- Dumitru Rusu

## S
- Wanda Sachelarie-Vladimirescu
- Edmond van Saanen Algi
- Carol Szathmari
- Ion Sălișteanu
- Michel (Mihail) Sanzianu
- Victor Schivert
- Rudolf Schweizer-Cumpănă
- Niculiță Secrieriu
- I. Silvan
- Ion Sima
- Michel Simonidy
- Ion Theodorescu Sion
- Francisc Sirato
- Gheorghe Spiridon
- Margareta
- Sanzianu MichSterian
- Ion Stendl
- Jean Alexandru Steriadi
- Eustațiu Stoenescu
- Ștefan Szonyi
- Alexandru Szolnay
- Octavian Smigelschi
- Ipolit Strâmbu

### Ș
- Gheorghe Șaru
- Francisc Șirato
- Raoul Șorban (en)
- George Ștefănescu (en)

## T
- Gheorghe Tattarescu
- Afane Teodoreanu
- Ion Theodorescu-Sion
- Claudia Todor
- Toma Gheorghe Tomescu
- Nicolae Tonitza
- Traian Trestioreanu (en)
- Dolfi Trost (en)
- Nicolae Tuzlaru

### Ț
- Ion Țuculescu

## V
- Traian Vasai
- Grigore Vasile
- Gheorghe Vânătoru
- Spiru Vergulescu
- Nicolae Vermont
- Artur Verona
- Grigore Gheza Vida
- Lascăr Vorel

## Z
- Marian Zidaru (en)